# 공영급행
공영급행 주식회사 (公營急行株式會社) 또는 공영급행 (公營急行)은 선진네트웍스의 계열사이며, 인천지역 간선급행버스 전문 업체이다. 방계회사로는 신동아교통, 인강여객 등이 있다. 본사는 인천광역시 서구 오류동에 있다.

## 주요 연혁
- 2008년: 인천광역시에서 대중교통 편의를 증대로 인천의 동서와 남북을 잇는 급행형간선버스 도입을 선언함
- 2008년: 간선급행시내버스 11개 노선을 선정하여 10개 노선을 입찰하였고 인천선진교통, 강인여객, 삼환교통 등 3개 회사의 컨소시엄으로 최종 낙찰받음
- 2008년 12월 9일: 인천선진교통, 강인여객, 삼환교통 등 3개 시내버스 업체의 공동출자로 간선급행버스 전문업체인 공영급행 주식회사를 설립하였다.
- 2009년 2월 25일: 10개 간선급행버스 900번대 노선을 신설 개통하여 본격운행을 개시하였다.
- 2010년 2월: 906번의 인천대공원방면 노선과 남동구청방면 노선을 수익저조로 폐선 되었다.
- 2010년 3월: 공영급행은 적자로 부진한 904번과 908번 폐선을 신청하였으나, 인천광역시청은 이 들 두개 노선에 대해 감차조치를 내렸다.
- 2010년 8월 31일: 911번 (원인재역 - 간석역) 노선을 폐선하였다.
- 2010년 10월: 901번과 908번을 통합하여 송도신도시와 검단을 잇는 통합 901번으로 운행하였다.
- 2011년 11월: 904번 노선을 기존의 갈산역 종점을 부평역으로 노선을 변경하였다.
- 2012년 1월: 901번과 908번 두개 노선을 다시 환원하여 운행하였고, 901번은 마전지구-신현여자중학교로 노선을 변경하여 선진여객에서 다시 양도 하였고, 908번은 인천대학교-동인천역으로 노선을 변경하였다.
- 2012년 3월: 908번을 천지교통에 양도하였다.
- 2013년 1월 11일: 인천광역시 서구 원창로89번길 42 (원창동)에 지점을 설치하였다.
- 2013년 3월 12일: 904-1번 노선을 신설개통하여 선진여객에서 운행했던 901번 버스를 공영급행으로 환원받아 운행 및 운영하였다.
- 2015년 3월: 904-1번 노선을 대한여객으로 변경하여 현재 운행하고 있다.
- 2015년 5월: 904번 노선을 서부공단에서 청라국제도시역으로 연장하여 현재 운행중이다.
- 2015년 7월 22일: 원창동에 소재한 지점을 폐지하였다.
- 2020년 11월 27일: 인천e음11번, 인천e음12번, 인천e음13번, 인천e음86번 노선 개통
- 2020년 12월 31일: 인천광역시 버스 개편으로 간선버스 14-1번[1]을 삼환교통으로부터 양도받음, 급행간선버스 905번, 909번 노선 폐선

## 운행 노선
2020년 12월 31일 기준.
| 운행노선  | 기점                       | 주요 경유지 | 종점                   | 배차간격 (분) | 인가 대수 | 비고                                                                                   |
| --------- | -------------------------- | --- | ---------------------- | ------------- | --------- | -------------------------------------------------------------------------------------- |
| 14-1      | 세원에너지충전소(나비공원) | 인향A, 아울렛, 산곡동입구, 무지개아파트, 인평자동차정보고, 백운역, 인천성모병원후문, 일신주공A, 송내역, 인천대공원, 태평1차A, 만월중, 한빛초교앞 | 서창공영차고지         | 9~12          | 19        | 출퇴근시(오전 7:30-8:30, 오후 18:30-19:30): 대공원 미경유 하고 대공원앞 지하차도 운행. |
| 인천e음11 | 송월동동화마을             | 송월시장, 송월동행정복지센터, 인천기독병원, 율목오거리, 율목동행정복지센터, 도원동행정복지센터(앞), 신흥동주민자치센터, 신포역(수인선), 신포사거리, 인성여자고등학교, 동인천동행정복지센터                                                                             | 경남아파트             | 22~26         | 2         |                                                                                        |
| 인천e음12 | 인천역(차이나타운)         | 중구청, 신포역(수인선), 제2국제여객터미널, 신광초등학교, 숭의로터리, 인천옹진농협본점, 도원동행정복지센터(앞), 인천정보산업고, 인성여고, 중구청 | 숭의로터리             | 24~26         | 2         |                                                                                        |
| 인천e음13 | 영종역                     | 허브주유소, 원성골, 운남교차로, 중산교차로, 우미린1단지후문, 영종하늘도서관 | e편한세상 영종오션하임 | 24~30         | 2         |                                                                                        |
| 인천e음22 | 만석비치타운               | 만석주공, 새마을금고, 영풍아파트, 화도진공원, 화도진도서관, 미림극장, 인천정보산업고, 도원동행정복지센터, 송림시장, 송림오거리, 현대시장, 미래빌라, 풍림A, 서흥초교, 동부A, 송현A, 미륭A, 화수부두, 만석어린이공원                                                     | 도원고개               | 26~32         | 2         |                                                                                        |
| 인천e음31 | 교통 방송 사거리           | 주안역, 시민공원, 제일사거리, 수봉공원, 용정초등학교, 제물포역, 미추홀구청, 숭의초등학교, 용현2동주민센터, 미추홀퍼스트2단지 | 주안역 환승 정류장     | 18~27         | 4         |                                                                                        |
| 인천e음53 | 호구포역                   | 예림임업, 사리울중, 미추홀외고, 우체국사거리, 원동초교, 인천논현역앞, 은봉초교, 인천남동고교, 인천동방초교, 숲속마을 | 논현동 동보아파트      | 22~25         | 4         |                                                                                        |
| 인천e음85 | 청라국제도서관             | 청라국제어린이집, 광명메이루즈, 청라중, 제일풍경채, 청람중, 한라비발디, 호수공원, 청라골프아카데미, 서부산업단지, 하나금융그룹통합데이터센터, 청라국제도시역, 서부산업단지, 베어즈베스트청라GC, 청라모아미래도, 동양엔파트, 청라파크자이상가, 호반베르디움, 힐데스하임 | 청라국제도시역         | 26~32         | 3         |                                                                                        |
| 인천e음86 | 인천아시아드주경기장(동문) | 인천서곶초교, 인천아시아드테니스장, 심곡동광명A, 한전서인천지점, 서구청역, 연희동행정복지센터, 우성A, 경서지구입구, 공단본부, 한스엔지니어링, LG전자인천캠퍼스, 서부공단입구, 공촌사거리, 서구청역, 인천아시아드테니스장                                               | 부영엔지니어링         | 29~36         | 2         |                                                                                        |
| 인천e음87 | 대우푸르지오               | 완정공단입구, 마전역, 완정초교.검단도서관, 검단출장소, 검단농협, 검단초교, 길훈A, 동성A, 불로대곡동행정복지센터, 월드A, 불로중, 동아전기, 김포교회, 참빛감리교회, 청마마을                                                                                             | 길훈아파트             | 24~28         | 2         |                                                                                        |
| 인천e음88 | 대우푸르지오               | 청마마을, 동문아파트, 보람프라자앞, 김포교회, 동아전기, 불로중, e편한세상, 월드아파트, 불로대곡동행정복지센터, 동성.길훈A, 백두A, 대상스틸, 검단초교, 검단농협, 검단출장소, 마전역, 마전초교, 당하풍림아이원2차                                                        | 길훈.동성아파트        | 29~36         | 2         |                                                                                        |

## 과거 운행 노선
- ● 901번: 검단 풍림2차 아파트 - 검단초등학교 - 길훈아파트 - 월드아파트 - 불로중학교 - 원당중고교 - 삼정프라자 - 대우푸르지오 아파트 - 당하초등학교 - 백석중고교 - 청라지구 - 신현여자중학교 후문 (908번과 통폐합)
- ● 902번: 영은슈퍼 - 유승아파트 - 검단1동 주민센터 - 마전영남탑스빌 - 동아아파트 - 당하영남탑스빌 - 백석중고교 - 검암중학교 - 검암역 - 서인천고등학교 - 공촌4거리 - 공촌정수장 - 교통연수원 - 계산역 - 계산주공아파트 - 오조산공원 - 계양구청

- ● 904번: 청라국제도시역 - 서부공단 - 원적산터널 - 부평경찰서 - 부평시장역 - 부평역

- ● 904-1번: 청라국제도시역 - 청라수자인 - 한일베라체 - 한라비발디 - 부광하우스 - 롯데캐슬 - 청라자이 - 가정LH3단지 - 석남@ - 원적산터널 - 부평경찰서 - 부평시장역 - 부평역 (대한여객으로 양도)
- ● 905번: 계양역 ↔ 사리울중학교
- ● 906번 (남동구청): 남동구청 - 남동중학교 - 삼익,광명아파트 - 남동초등학교 - 삼환아파트 - 남동소방서 - 인천시청역 - 남인천여자중학교 - 제물포여자중학교 - 신기4거리 - 용남시장 - 용현4거리 - 신흥로터리 - 신흥초등학교 - 동인천역
- ● 906번 (인천대공원): 인천대공원 - 만월중학교 - 삼환아파트 - 남동소방서 - 인천시청역 - 남인천여자중학교 - 제물포여자중학교 - 신기4거리 - 용남시장 - 용현4거리 - 신흥로터리 - 신흥초등학교 - 동인천역 - 동인천역
- ● 907번: 사리울중학교 - 에코메트로 7단지 - 한화에코메트로 11, 12단지 - 소래포구역 - 논현초등학교 - 논현 8단지 동산마을 - 청능로4거리 - 인천논현역 - 금강산업 - 남동공단 근린공원 - 상진정공 - 남동경찰서 - 남동공단 입구 - 길병원 - 간석동 삼성레미안자이아파트 - 인천메트로 (신명여자고등학교) - 부평삼거리역 - 백운역 - 현대3단지 - 산곡여자중학교 - 한양아파트 - 백마장 농협 - 산곡동 천주교회 - 청천치안센터 - 새말4거리 - 미도아파트 - 효성 현대3차아파트 - 경인교육대학교 후문 - 작전역 (반환시: 대진아파트 - 민방위교육장) (2019년 7월 26일까지 운행 후 폐선)
- ● 908번: 인천대학교 - 지식정보단지역 - 테크노파크역 - 캠퍼스타운역 - 동막역 - 선학역 - 문학경기장역 - 인천터미널 - 신기촌시장 - 정석공고 - 인하대후문 (천지교통으로 양도)
- ● 909번: 인천대학교공과대학 ↔ 송내역
- ● 910번: 논현 9단지 냇마을 신영지웰아파트 - 논현 14단지 등대마을 - 논현 8단지 동산마을 - 청능로4거리 - 인천논현역 - 금강산업 - 한국마쓰이 - 공단소방서 - 동아,금호아파트(연수구청) - 문남초등학교 - 유천아파트(태경아파트) - 동남아파트 - 청학동 주민센터 - 송도영남아파트 - 송도역 - 송도고등학교 입구 - 홈플러스 인하대점 (교통방송) - 용현고개 - 용현시장 - 창전4거리 - 제물포역
- ● 911번: 우성 2차아파트 - 원인재역 - (주안역 발 - 연수행: 연수경찰서) - 우성 1차아파트 - 동아아파트 - 금호아파트 - 연수다나병원 - 시대아파트 - 신동아 3차아파트 - (문학터널 통과) - 남부시장 (진흥4거리) - 재흥시장 - 교보빌딩 (시민공원) - 주안역 - 간석역 (2010년 8월 31일까지 운행 후 폐선)

## 보유 차량
- 현대 뉴 슈퍼 에어로시티
- 현대 카운티 뉴브리즈
- 현대 그린시티 개선형
- 스카이웰 엘페

## 사업장 현황
- 본점: 인천광역시 서구 원당대로 227-10 (오류동)